# Fenolrood
Fenolrood is een kleurstof uit de trifenylmethaankleurstoffen. Het wordt gebruikt als pH-indicator met omslaggebied 6,6-8,2. Een waterige oplossing ervan kleurt rood bij een pH boven 8,2 (basische kleur) en geel bij een pH beneden 6,6 (zure kleur). Het wordt onder meer gebruikt om veranderingen in de pH van celculturen op te volgen.